# تشلسي أوليفيا
تشلسي أوليفيا (بالإندونيسية: Chelsea Olivia)‏ هي مغنية وممثلة إندونيسية، ولدت في 29 يوليو 1992 في باندار لامبونج في إندونيسيا.

## وصلات خارجية
- تشلسي أوليفيا على موقع IMDb (الإنجليزية)
- تشلسي أوليفيا على موقع ميوزك برينز (الإنجليزية)
- تشلسي أوليفيا على موقع قاعدة بيانات الفيلم (الإنجليزية)